# 伊斯梅尔·艾哈迈德·伊斯梅尔
伊斯梅尔·艾哈迈德·伊斯梅尔（Ismail Ahmed Ismail，1984年9月10日—），苏丹共和国男子田径运动员，在2008年夏季奥林匹克运动会上获得800米赛跑银牌，成为苏丹历史上首位奥运会奖牌选手。